# Mario Aurelio Poli
Mario Aurelio Poli (Buenos Aires, 29 novembre 1947) è un cardinale e arcivescovo cattolico argentino, di origini italiane, dal 26 maggio 2023 arcivescovo emerito di Buenos Aires.

## Biografia

### Formazione
Nato a Buenos Aires il 29 novembre 1947 da genitori italiani (il padre era de La Scala, nel comune di San Miniato), ha compiuto gli studi primari nella scuola statale e quelli secondari nella scuola parrocchiale di San Pedro Apóstol. Ha frequentato la Facoltà di Diritto e Scienze Sociali dell'Università di Buenos Aires, dove ha ottenuto la licenza in Scienze Sociali. All'età di 22 anni è entrato nel seminario metropolitano di Buenos Aires dove ha seguito i corsi di Filosofia e Teologia ed è stato ordinato sacerdote il 25 novembre del 1978, con incardinazione a Buenos Aires. Presso la Pontificia università cattolica argentina ha conseguito il dottorato in Teologia.

### Ministero sacerdotale
Come presbitero ha svolto i seguenti ministeri: vicario parrocchiale nella parrocchia di San Cayetano (1978-1980); superiore nel seminario maggiore (1980-1987); cappellano delle Siervas del Espíritu Santo (1988-1991); assistente ecclesiastico dell'associazione laicale Fraternidades y Agrupaciones Santo Tomás de Aquino (1988-1992). È stato anche direttore dell'Istituto Vocazionale San José (corso propedeutico al seminario maggiore). Dal 1980 ha insegnato Storia Ecclesiastica nella Facoltà di Teologia della Pontificia Università Cattolica Argentina.

### Ministero episcopale e cardinalato
L'8 febbraio 2002 è stato nominato vescovo titolare di Abidda ed ausiliare di Buenos Aires, continuando l'attività di docente. Ha ricevuto l'ordinazione episcopale il 20 aprile 2002 dall'allora cardinale arcivescovo di Buenos Aires Jorge Mario Bergoglio, futuro papa Francesco.
Il 24 giugno 2008 papa Benedetto XVI lo ha nominato vescovo di Santa Rosa.
Il 28 marzo 2013 papa Francesco lo ha scelto quale suo successore sulla cattedra di Buenos Aires. Si tratta della prima nomina vescovile del pontefice argentino. Il successivo 4 maggio lo stesso papa lo ha nominato anche ordinario per i fedeli di rito orientale in Argentina.
Il 29 giugno 2013 ha ricevuto il pallio dalle mani di papa Francesco nella basilica di San Pietro in Vaticano. Il 12 gennaio 2014 papa Francesco ne ha annunciato la creazione a cardinale nel concistoro del 22 febbraio seguente. Il successivo 23 febbraio ha preso possesso del titolo presbiterale  di San Roberto Bellarmino, lo stesso che papa Francesco deteneva prima dell'elezione al soglio pontificio.
Il 26 maggio 2023 papa Francesco ha accolto la sua rinuncia al governo pastorale dell'arcidiocesi di Buenos Aires per raggiunti limiti di età; gli è succeduto Jorge Ignacio García Cuerva, fino ad allora vescovo di Río Gallegos. Il 28 novembre successivo ha lasciato anche la guida dell'ordinariato di Argentina per i fedeli di rito orientale all'arcivescovo García Cuerva.
Il 7 e 8 maggio 2025 ha partecipato come cardinale elettore al conclave che ha portato all'elezione di papa Leone XIV.
Attualmente è membro del Dicastero per le Chiese orientali e del Dicastero per i laici, la famiglia e la vita.

## Genealogia episcopale e successione apostolica
La genealogia episcopale è:
- Cardinale Scipione Rebiba
- Cardinale Giulio Antonio Santori
- Cardinale Girolamo Bernerio, O.P.
- Arcivescovo Galeazzo Sanvitale
- Cardinale Ludovico Ludovisi
- Cardinale Luigi Caetani
- Cardinale Ulderico Carpegna
- Cardinale Paluzzo Paluzzi Altieri degli Albertoni
- Papa Benedetto XIII
- Papa Benedetto XIV
- Papa Clemente XIII
- Cardinale Bernardino Giraud
- Cardinale Alessandro Mattei
- Cardinale Pietro Francesco Galleffi
- Cardinale Giacomo Filippo Fransoni
- Cardinale Carlo Sacconi
- Cardinale Edward Henry Howard
- Cardinale Mariano Rampolla del Tindaro
- Cardinale Antonio Vico
- Arcivescovo Filippo Cortesi
- Arcivescovo Zenobio Lorenzo Guilland
- Vescovo Anunciado Serafini
- Cardinale Antonio Quarracino
- Papa Francesco
- Cardinale Mario Aurelio Poli

La successione apostolica è:
- Cardinale Víctor Manuel Fernández (2014)
- Vescovo Alejandro Daniel Giorgi (2014)
- Vescovo Ernesto Giobando, S.I. (2014)
- Vescovo Juan Carlos Ares (2014)
- Vescovo José María Baliña (2015)
- Arcivescovo Gustavo Oscar Carrara (2017)
- Vescovo Alejandro Pablo Benna (2017)
- Vescovo Luis Darío Martín (2019)